# Argelato
Argelato est une commune italienne d'environ 9 700 habitants (2022) située dans la ville métropolitaine de Bologne, dans la région Émilie-Romagne, dans le Nord de l'Italie.

## Administration
| Période                                  | Période | Identité | Étiquette | Qualité |
| ---------------------------------------- | ------- | -------- | --------- | ------- |
|                                          |         |          |           |         |
| Les données manquantes sont à compléter. |         |          |           |         |

### Hameaux
Casadio, Funo, Volta Reno

### Communes limitrophes
Bentivoglio, Castel Maggiore, Castello d'Argile, Sala Bolognese, San Giorgio di Piano